# 드미트리 솁첸코 (육상 선수)
드미트리 이고레비치 솁첸코(러시아어: Дми́трий И́горевич Шевче́нко, 1971년 3월 31일 ~ )는 소련과 러시아의 은퇴한 육상 선수로 주 종목은 원반던지기이다.